# Renault 5 E-Tech
A Renault 5 E-Tech egy akkumulátoros elektromos, B-szegmensű akkumulátoros elektromos autótípus, amelynek gyártását 2024-ben kezdik meg. Az eredeti Renault 5 stílusa ihlette. Az alapjául szolgáló 5 E-Tech koncepcióautót 2021 januárjában mutatták be, a sorozatgyártású modellt pedig hivatalosan a 2024 februári Genfi Nemzetközi Autószalonon mutatták be.

## Története

### Fejlesztés
A Renault 5 E-Tech fejlesztése egy narancssárga, életnagyságú formatervezési mintával kezdődött, amelyet 2020 júliusában a Renault vezérigazgatójának, Luca de Meónak mutattak be a guyancourti Renault Technocentre-ben. A makett pusztán egy tervező, François Leboine feltáró tanulmánya volt egy kis elektromos autóról, amelyet elutasítottak, mivel a cég nem akart retro autót gyártani. A makett felkeltette De Meo figyelmét, aki felkérte a tervezőcsapatot, hogy alakítsanak belőle prototípus autót. 2020 októberére elkészült a prototípus. A prototípust Renault 5 Prototype néven mutatták be, és a Renault 2021. január 14-én bejelentett, Renaulution nevű elektromos autós stratégiájának szimbólumává vált.
A Renault 5-ről írt rövid memoárjában De Meo hangsúlyozta, hogy szükség van legalább egy olyan modellre, amely "jobban fejezi ki DNS-ét, mint bármelyik másik" - idézte a Fiat 500-at, a Volkswagen Golfot, a Mercedes-Benz S-osztályt és a Renault Twingót. mint példák. De Meo személyesen felügyelte a fejlesztést, és intenzív kritikai megbeszéléseket szervezett, amelyek néhány tervezési változtatáshoz vezettek, és az egyik alkalmazott „a főnök autójának” nevezte az autót, amiben „nem engedhették meg maguknak a hibákat”.
A Renault-nak négy évről három évre kellett drasztikusan csökkentenie a Renault 5 normál fejlesztési idejét, amit a CMF-B platform használatával ért el. A jármű megépítéséhez körülbelül 1100 alkatrészt használtak fel, amelyek közül sok más CMF-B járművel, például Clio V-vel közös. A platformot a készülő, kisebb méretű Renault 4 elektromos autó fogja használni.
2022 októberében a Renault bemutatta "ipari metaverzumát" az yvelines-i flinsi gyárban, amelyet Re-Factoryvá alakítanak át. A bemutatott technológiák között szerepelt egy virtuális valóság festőfülke szimulációja is, ahol a bemutatóhoz 3D-ben renderelt jármű a Renault 5 EV szériaváltozata volt, először mutatták be álcázás nélkül.
2023 márciusában az újságíróknak lehetőségük volt tesztelni a 2024-re tervezett, éles verzió fejlesztési öszvérét 2023 júliusától kezdődően tesztelték a „járműellenőrző” prototípusokat, amelyek majdnem végleges karosszériát és alvázat használnak. Ezek a prototípusok a gyártási folyamatok tesztelésére is szolgálnak. A korábbi fejlesztési prototípusok a Clio karosszériáit CMF-BEV platformon használták.

### Koncepcióautó
2021 januárjában jelentették be az elektromos Renault 5-öt a Groupe Renault „Renaution” stratégiai tervének részeként, amely a 2021–2025+ időszakra vonatkozik; a Renault márka „Nouvelle Vague” (Új Hullám) névre keresztelte erőfeszítéseiket, azzal a céllal, hogy 2025-re a zéró emissziós változattal kínálják.

Az R5 prototípus a Renault–Nissan Common Module Family platform kis akkumulátoros elektromos változatát használja, amelyet eredetileg CMF–B EV-nek, később AmpR Smallnak neveztek el.  A CMF–B EV-t további kisautókban fogják használni, köztük az újjáélesztett Renault 4 elektromos változatát. A Renault kezdetben tagadta az 5-öt Az EV váltotta fel a Zoe-t, de később megfordították álláspontjukat. A platform és az akkumulátor technológia szabványosítása várhatóan 33%-kal csökkenti a gyártási költségeket a Zoe-hoz képest, mivel sok alkatrészt újrahasznosítanak a Clio V-ben használt CMF-B platformról. A Renault 5 EV megosztja platformját a közelgő Nissan Micra EV-vel.

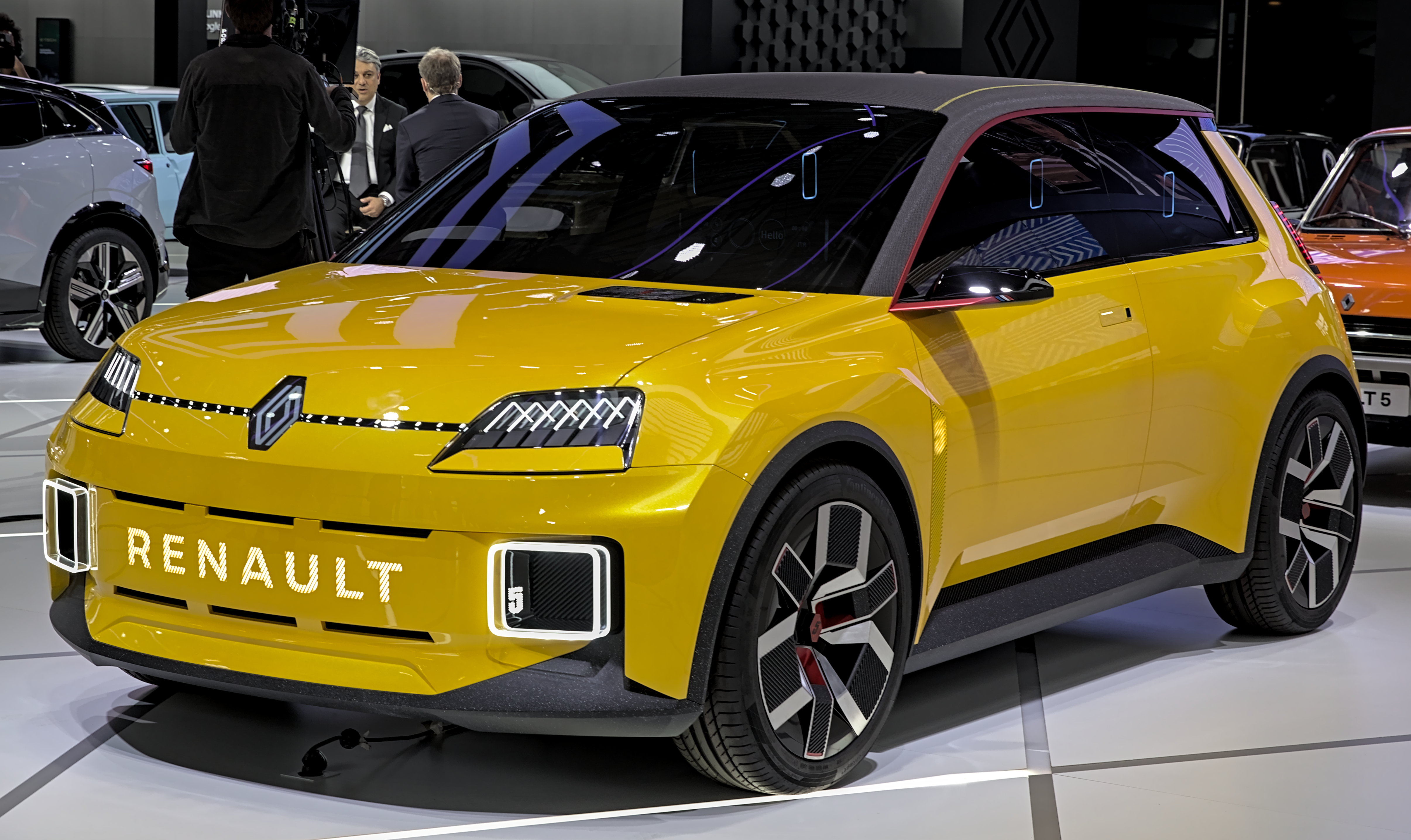
Prototípus az IAA 2021-en
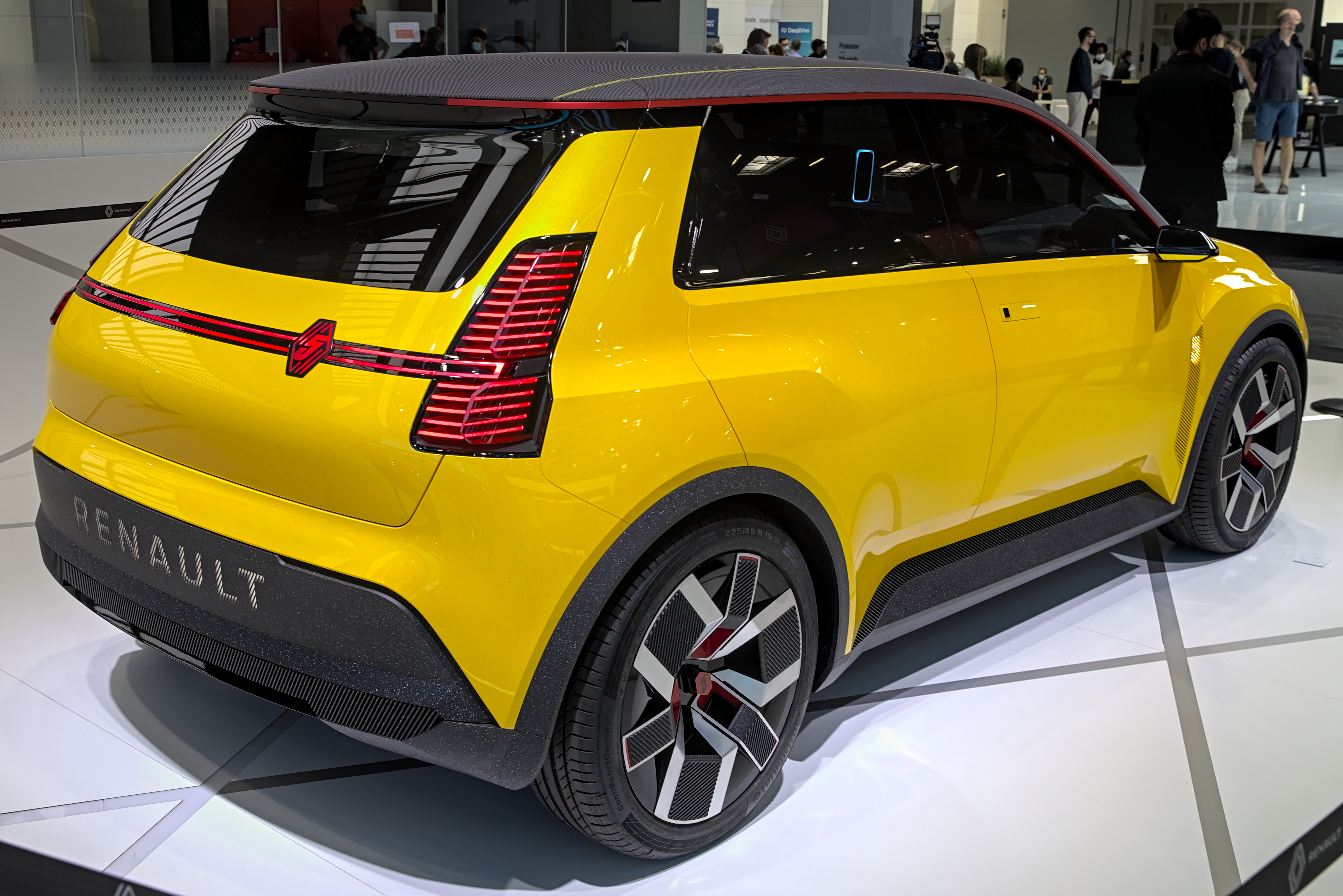
Hátulnézetből

## Styling

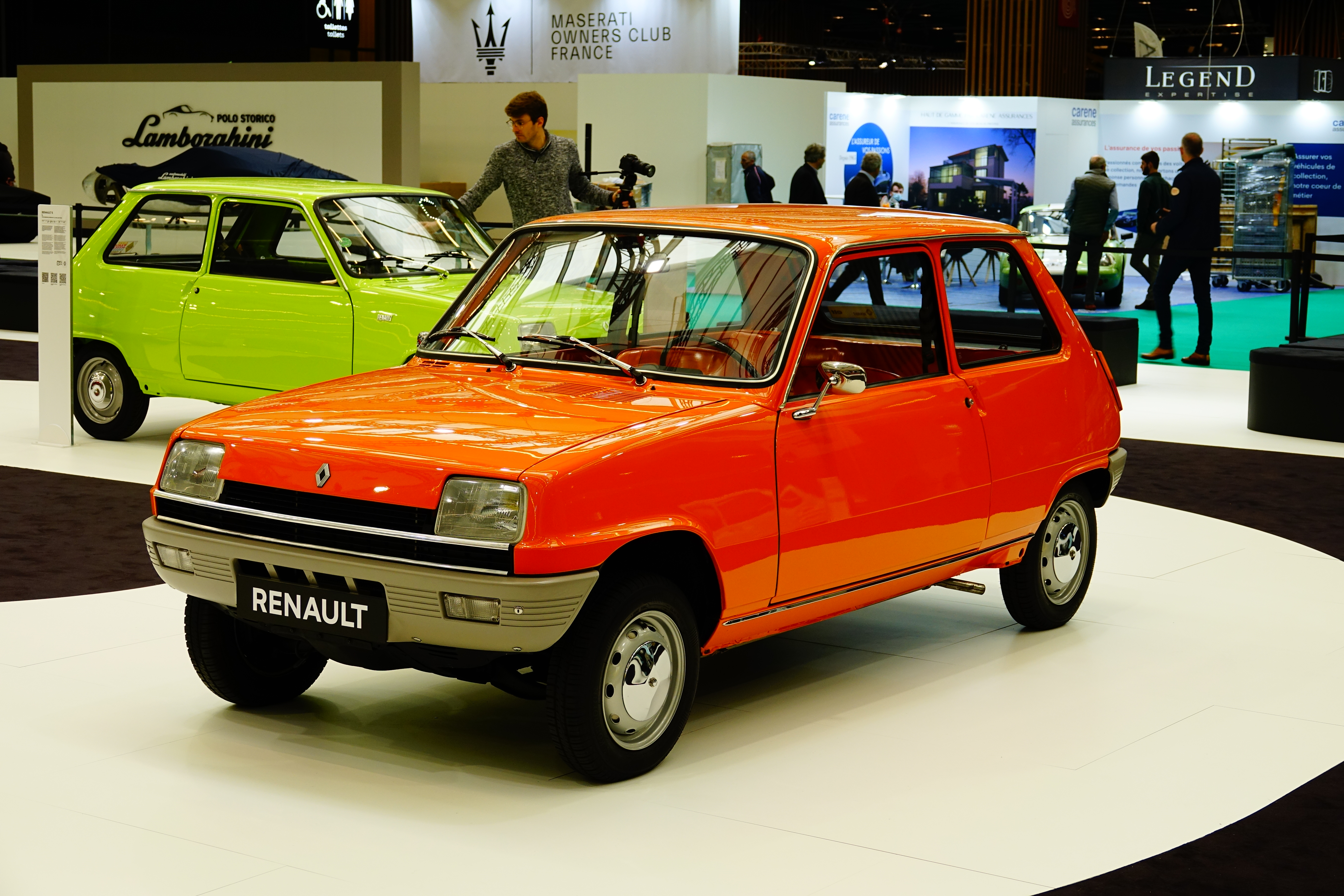
Renault 5, 2022-ben fotózva az 50. évforduló ünneplésére

A stílust egy Gilles Vidal vezette csapat végezte. Az örökölt Renault 5 modell ihlette, a frissítéseket a kortárs szórakoztató elektronikai cikkek, bútorok és sporttermékek befolyásolták. Vidal 2020 novemberében csatlakozott a Renault-hoz, miután az R5 prototípus tervezése már folyamatban volt.  :66A dupla gyémánt Renault logót, amelyet Victor Vasarely és fia, Jean-Pierre (más néven Yvaral) tervezett, és 1972-ben az eredeti R5-tel debütált, az R5 EV prototípushoz megvilágították és frissítették. A Landor &amp; Fitch 2019-ben odaítélt szerződés értelmében az új logón az autót megelőzően dolgoztak. Az átdolgozott logót a tervek szerint 2020-ig vezetik be a Renault teljes választékában. :43

Az eredeti tervet François Leboine vázolta; Amikor Luca de Meo 2020 júliusában csatlakozott a céghez a Fiattól, ahol a Fiat 500 (2007) piacra dobását felügyelte, de Meo meglátta az újjáélesztett R5 lehetőségeit. Az R5 prototípus külsejét Nicolas Jardin tervezte.  :64Bár az R5 prototípus egy ötajtós nyílás, a hátsó ajtókilincsek el vannak rejtve, hogy az eredeti, 1972-es R5-re emlékeztetjenek, amely háromajtósként és 1979-től ötajtósként is kapható volt. :69

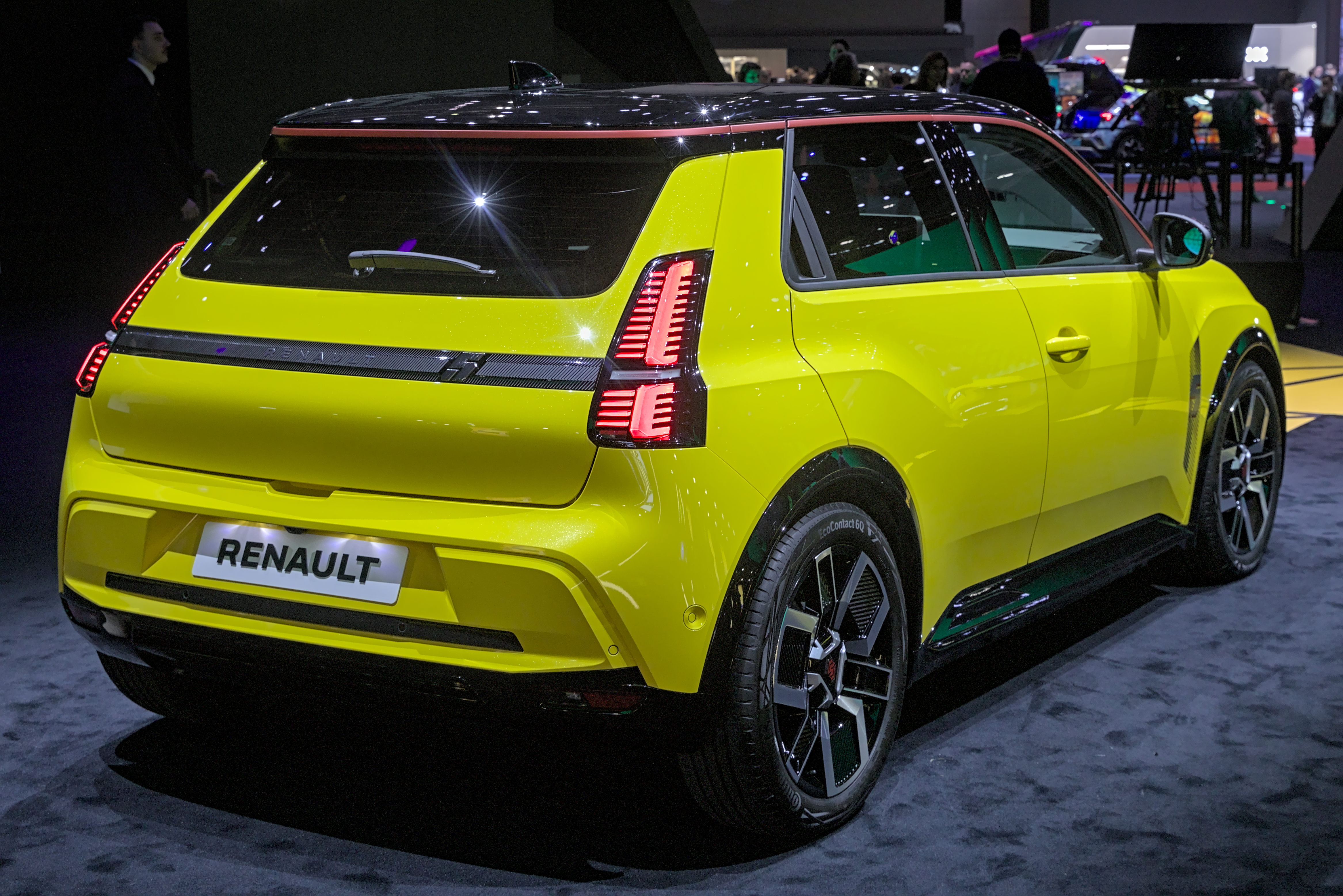
Hátulnézetből
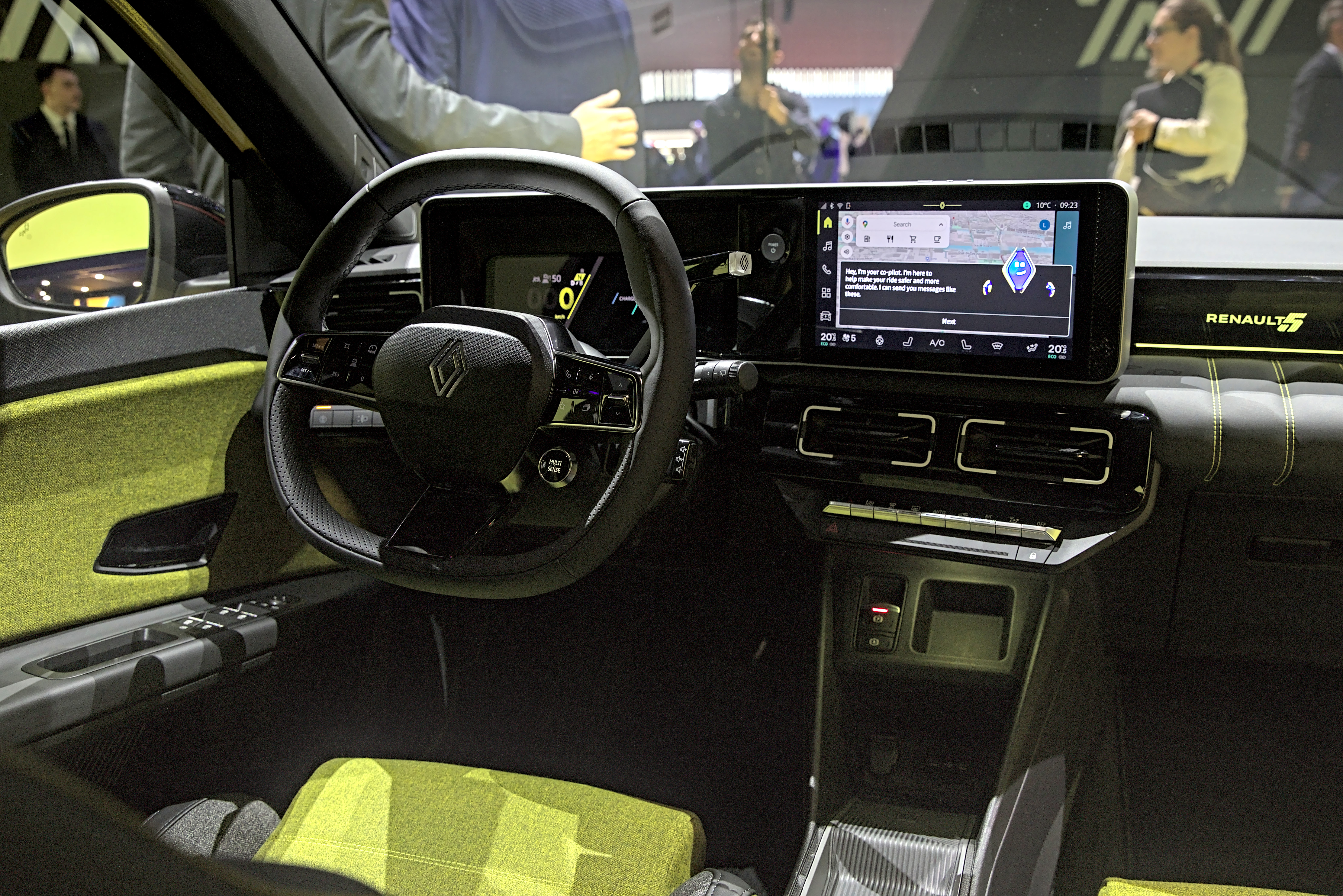
Belső
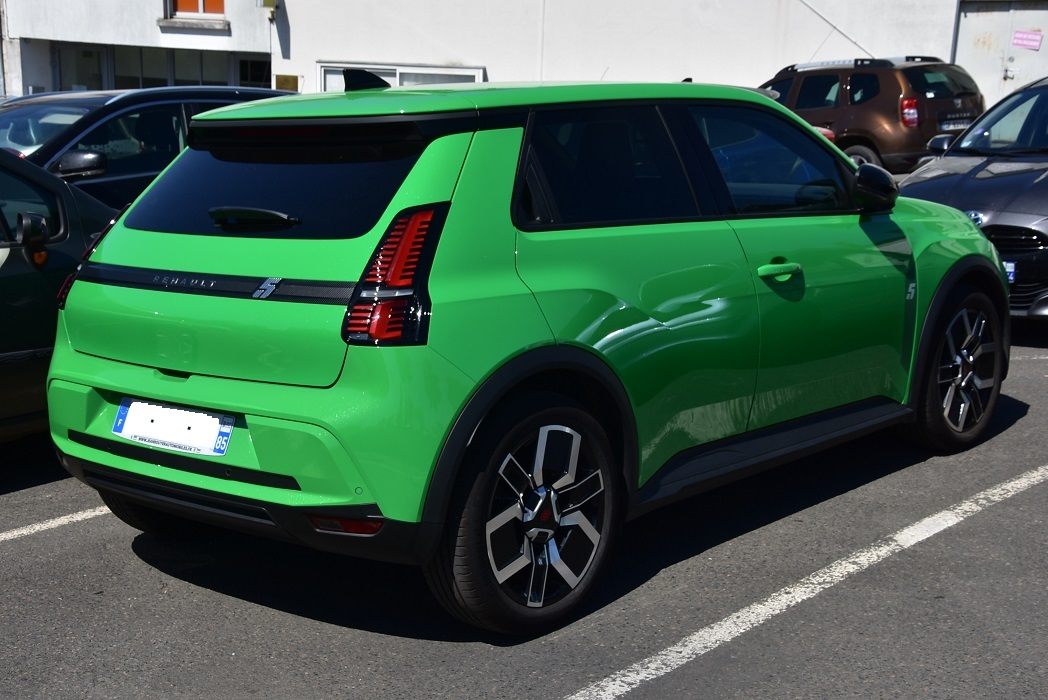
Egy parkolóban

## Erőátvitel
A Renault mérnöki ügyvezető alelnöke, Gilles le Borgne szerint a Renault 5 EV ára várhatóan 20–25 000 euró között lesz; az opciók között szerepel a két akkumulátorcsomag egyike (40 kWh vagy 52 kWh), a várható hatótávolság 400 km (250 mi) az utóbbi felhasználásával.  Az akkumulátor várhatóan NMC kémiát használ. Az egyenáramú gyorstöltés többletköltségű opció lesz, és meg kell egyeznie a maximális sebességgel (130 kW) a Renault Mégane E-Tech .  A töltőcsatlakozó a motorháztetőre van felszerelve, egy ajtó mögött, közvetlenül a vezető előtt, a bal oldalon, amelyet úgy terveztek, hogy hasonlítson az eredeti R5 légbeömlőjére.

## Gyártás
A Renault 5 E-Tech az észak-franciaországi Douai, Maubeuge és Ruitz gyáraiból kialakított Renault ElectriCityben készül majd; az összeszerelés Douai-ban történik majd, a Ruitz-ben gyártott alkatrészek és a Cléon motorja felhasználásával. Az R5 gyártás előtti prototípusai a Párizs melletti Technocentre üzemben készültek, amely utánozza a szokásos gyárak gyártási folyamatát. Az R5-ből több mint 60 darab készült tesztelési és validálási célokra, mielőtt a nagyszabású gyártás megkezdődik.

## Alpine A290
Alpine márkájú, nagy teljesítményű változatot terveznek, amely a Mégane E-Tech erősebb vontatómotorját fogja használni, amely 160 kW (210 hp) as. . Az Alpine változat várhatóan megtartja a Renault 5 E-Tech első motoros, elsőkerék-meghajtású elrendezését, de a pálya szélesebb lesz a sportosabb megjelenés érdekében.
2023. május 9-én az Alpine bemutatta az A290_β-t, a sorozatgyártású modell alapjául szolgáló koncepcióautót. A hivatalos debütálás előtt azonban véletlenül kiszivárgott az internetre két fotó a modellről.

A sorozatgyártású A290-et 2024. június 13-án mutatták be a Le Mans-i 24 órás verseny előtt. A dizájn megegyezik a koncepcióautóéval. az alap GT Premiumot egy 180 hp (130 kW) hajtja villanymotor, míg az erősebb GTS 220 hp (160 kW) as villanymotor a Mégane E-Tech-től, amely 100 km/órás sebességre 6,4 másodperc alatt gyorsul fel. Az akkumulátor kapacitása 52 kWh és hatótávolsága 380 km.

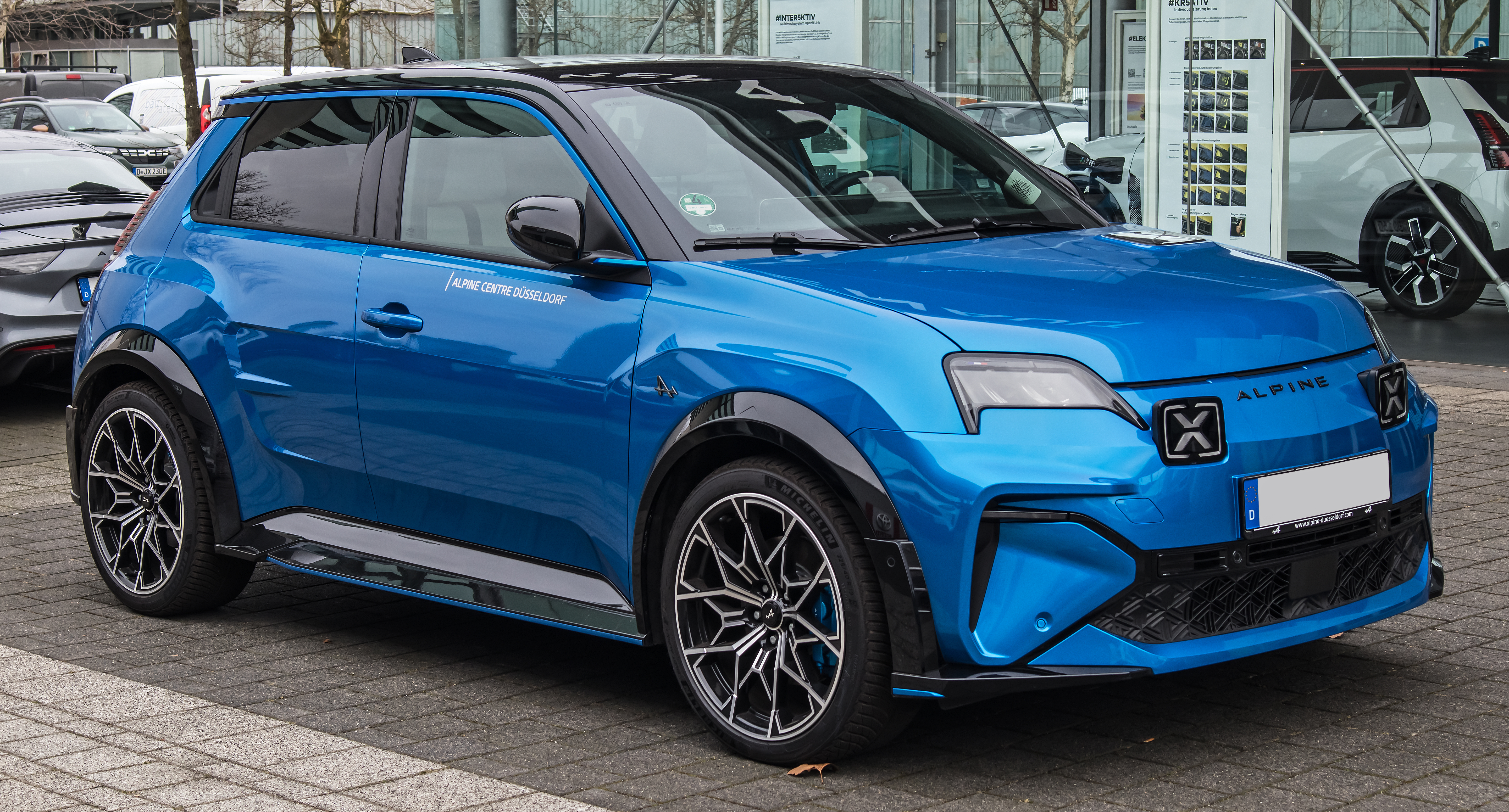
Alpine A290
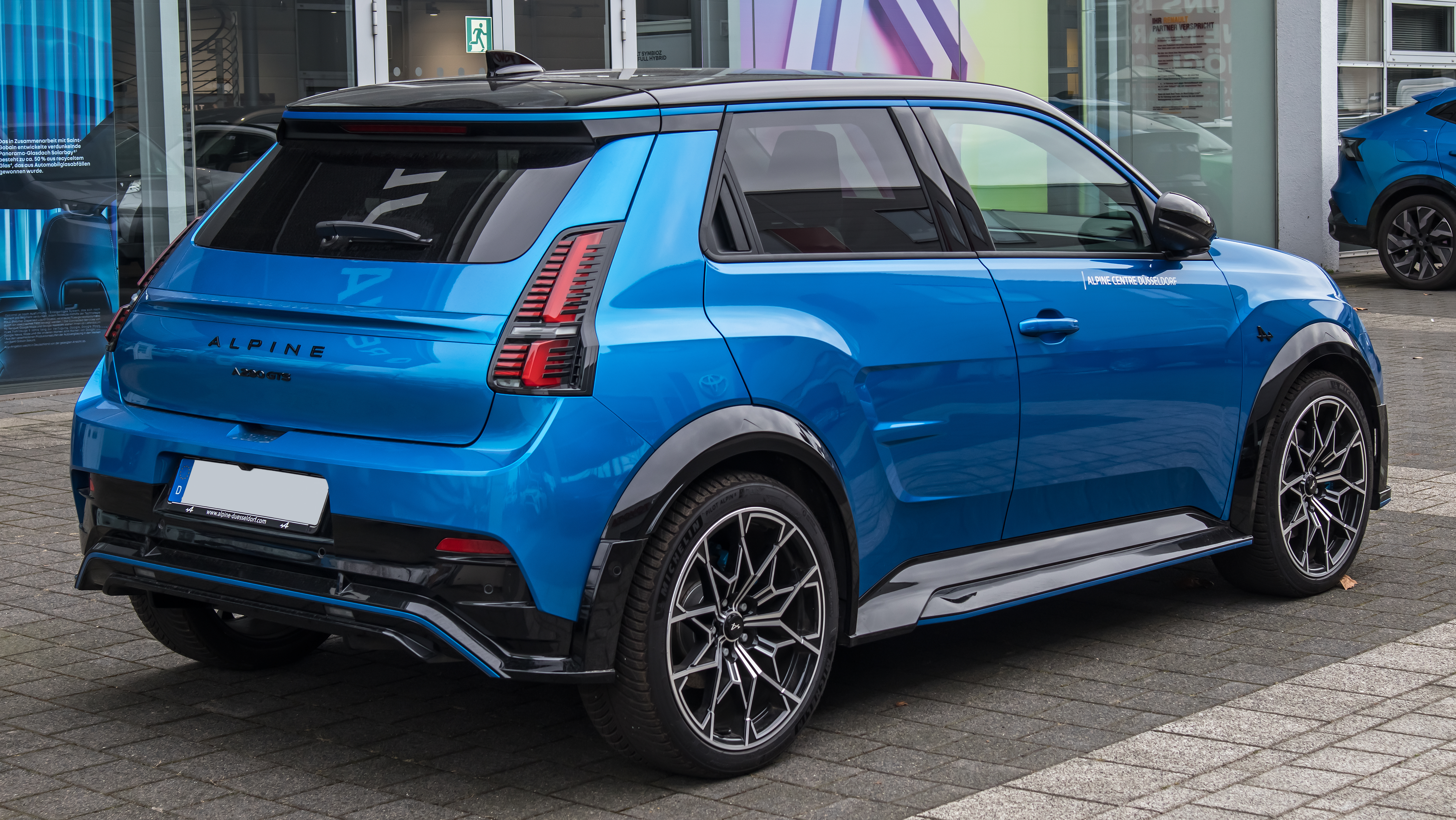
Hátulnézet
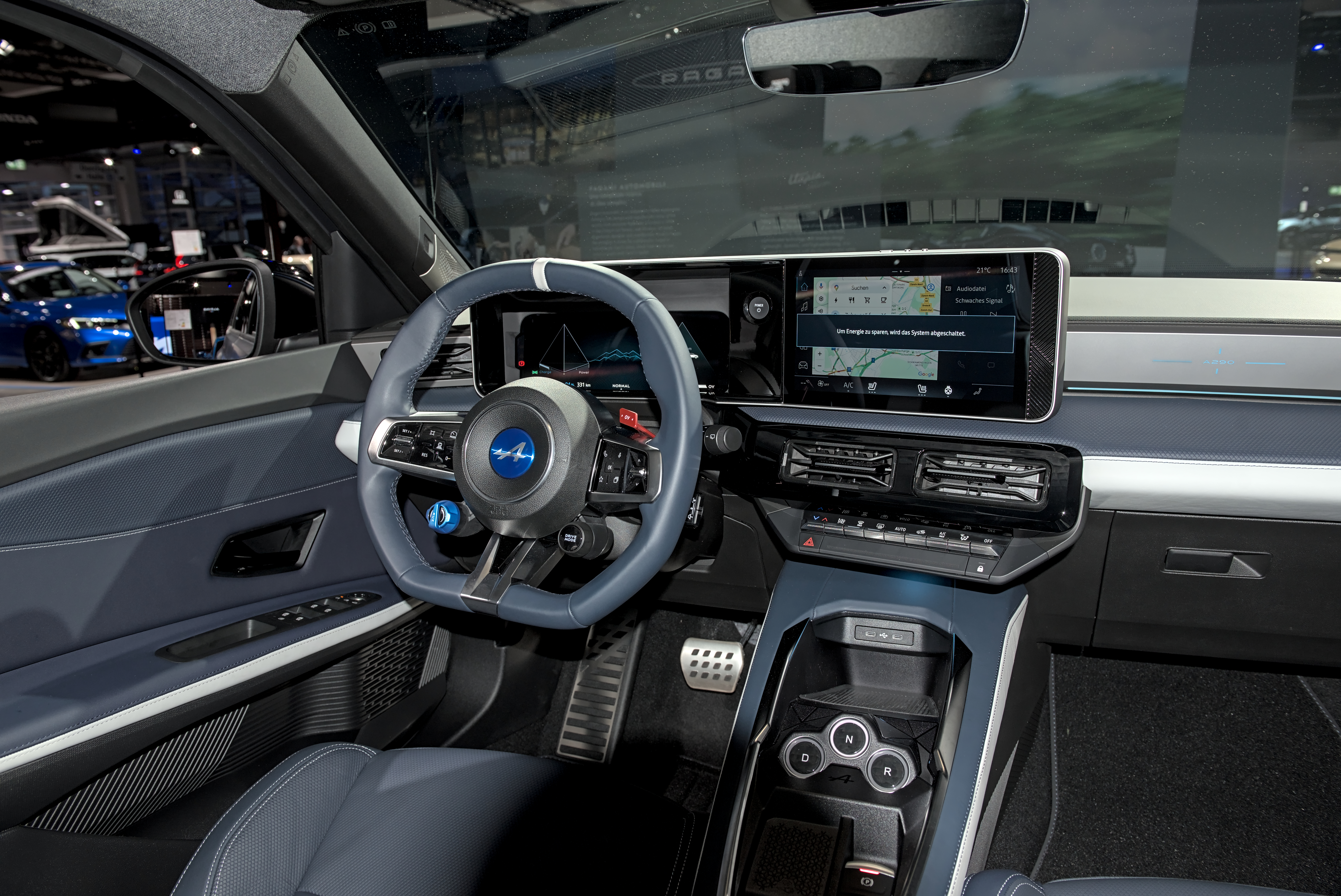
Belső

## Elektromodok
A Renault 2022-ben az eredeti R5 megjelenésének 50. évfordulója alkalmából a gyártó két „ elektromos modot ” mutatott be: az eredeti R5 restomodjait, amelyeket elektromos hajtásláncokkal hajtottak meg. Ezek fogalmilag hasonlóak voltak a korabeli villamosított restomodokhoz, mint például a Hyundai Heritage Series és a Ford F-100 Eluminator.

### R5 Diamant
Az R5 Diamant egy egyedülálló jármű, amely az eredeti R5 karosszériaelemeket és sziluettet használja részletfrissítésekkel, például a kiálló fényszórókkal és a hátsó lámpákkal, amelyek ékszerszerű megjelenést biztosítanak. A stílust Pierre Gonalons tervezte, aki kijelentette, hogy célja az volt, hogy "egyesítse az autóipari kódokat a belső dekorációval". A Diamant 2022 őszén kerül árverésre, a bevétel a Give Me 5 javára lesz. A hajtásláncról részleteket nem közöltek.

### R5 Turbo 3E

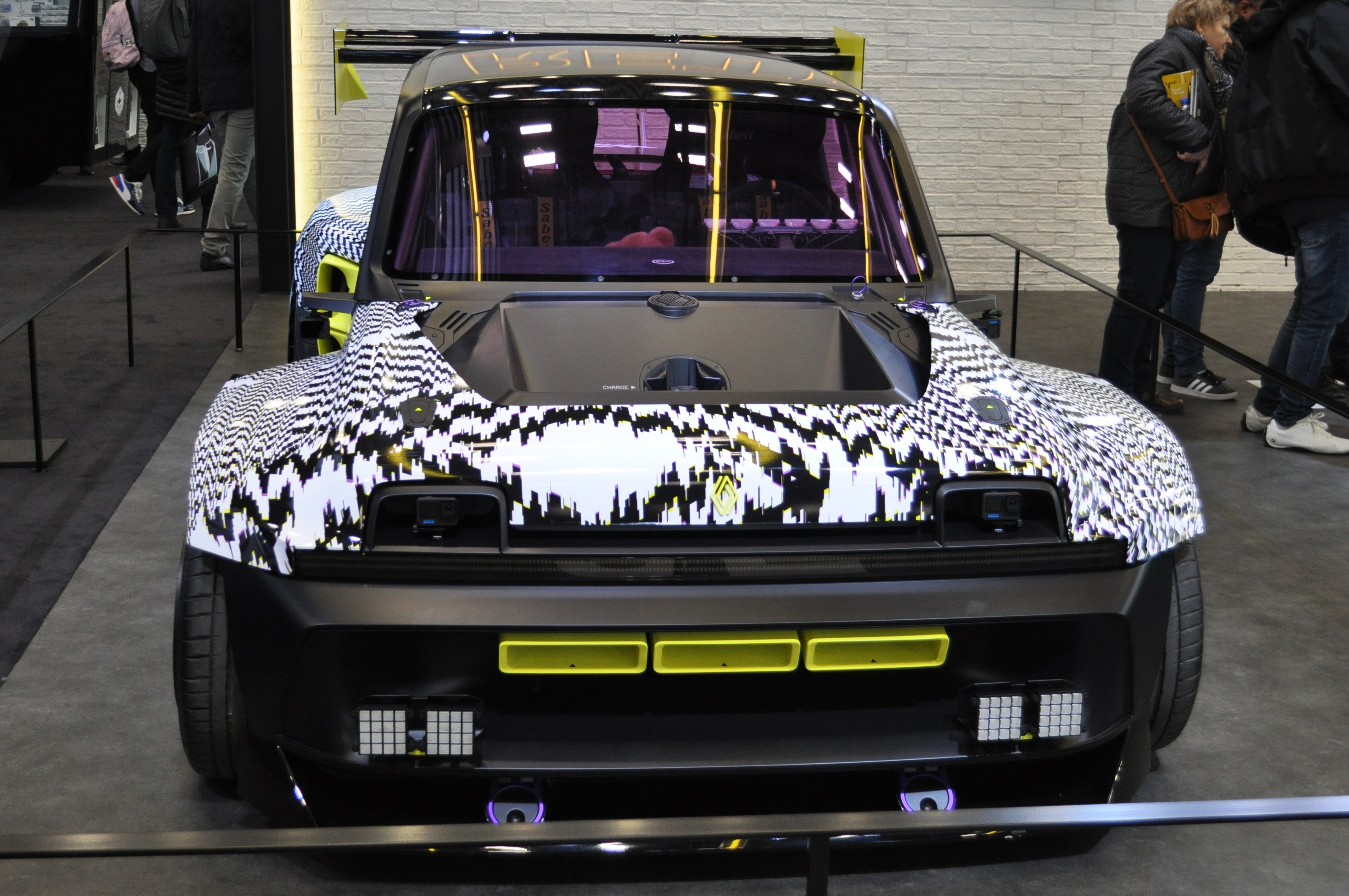
Renault R5 Turbo 3E a 2023-as Rétromobile Autószalonon

A (en) rendezvényen bemutatták a Renault 5 Turbo sportos restomod változatát, amelyet Renault R5 Turbo 3E-re kereszteltek, és amelyet az 5 Turbo és Turbo 2 ihletett. 2022. szeptember 25-én, a 2022. októberi Párizsi Autószalonon is jelen lesz. Az autót Ligier fejlesztette és építette Yvan Muller közreműködésével.
A Turbo 3E 4000 mm (157,5 in) hosszú, 2000 mm (78,7 in) széles, és 1320 mm (52,0 in) magas, tengelytávja 2540 mm (100,0 in) cső alakú alvázon, szénszálas testtel és 280 kW (380 hp) összteljesítménnyel / 700 N⋅m (520 lbf⋅ft) két elektromos vontatási motor használatával, mindegyik hátsó kerékhez egy-egy. Az akkumulátor tárolókapacitása 42 kWh. Az alváz FIA-kompatibilis acél űrváz. Az autó össztömege 1500 kg (3307 lb), ebből valamivel több, mint  az akkumulátor, 520 kg (1146 lb) nál .
A becsült teljesítmény 0–100 km/h (0–62 mph) 3,5-ben másodperc 124 mph (200 km/h) es végsebességgel.

### Díjak
A Renault 5 E-tech nyerte el az európai Év Autója díjat 2025-ben.